# Tennō tanjōbi

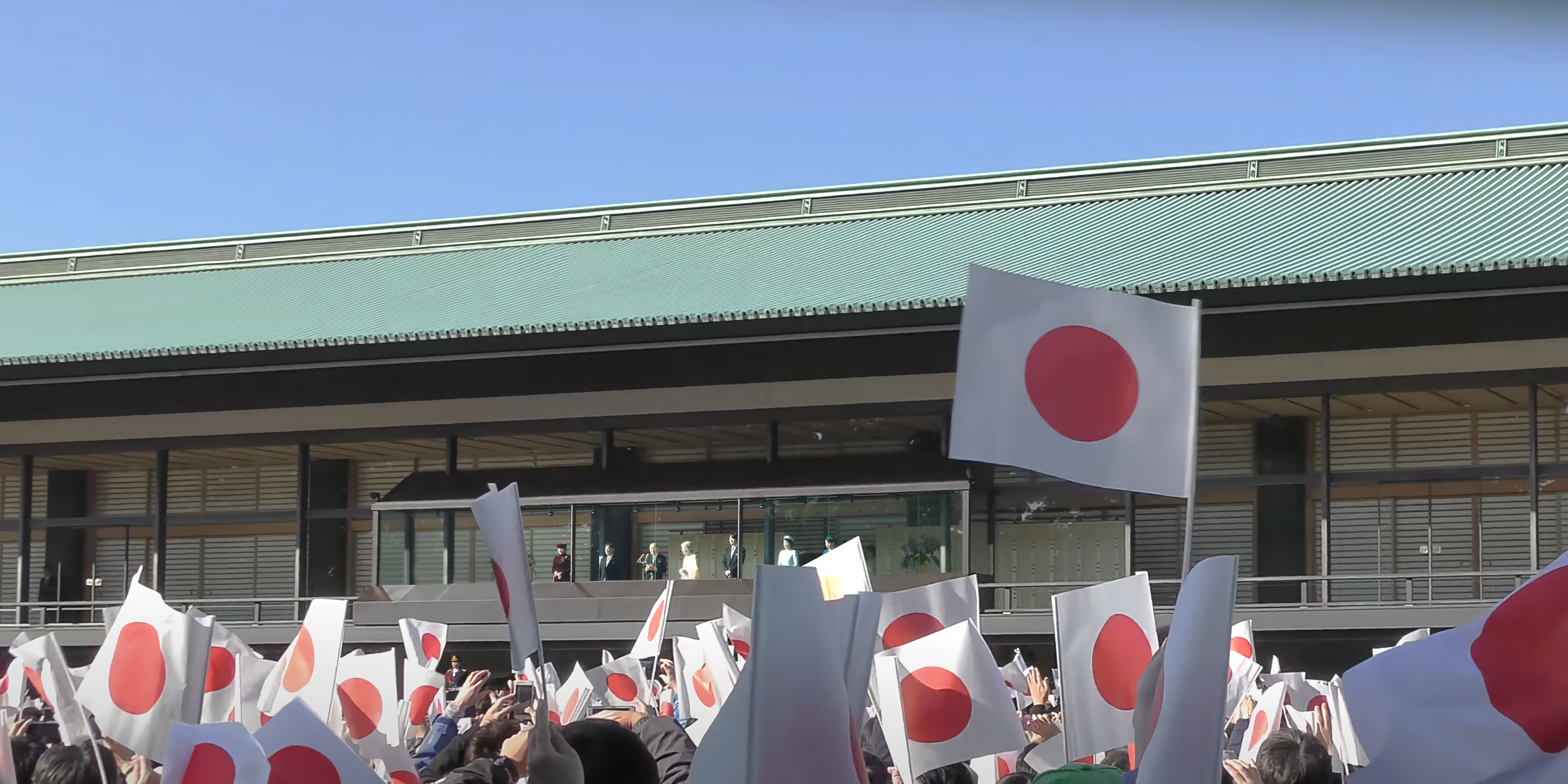
Akihito recibe al público en su cumpleaños (2017).

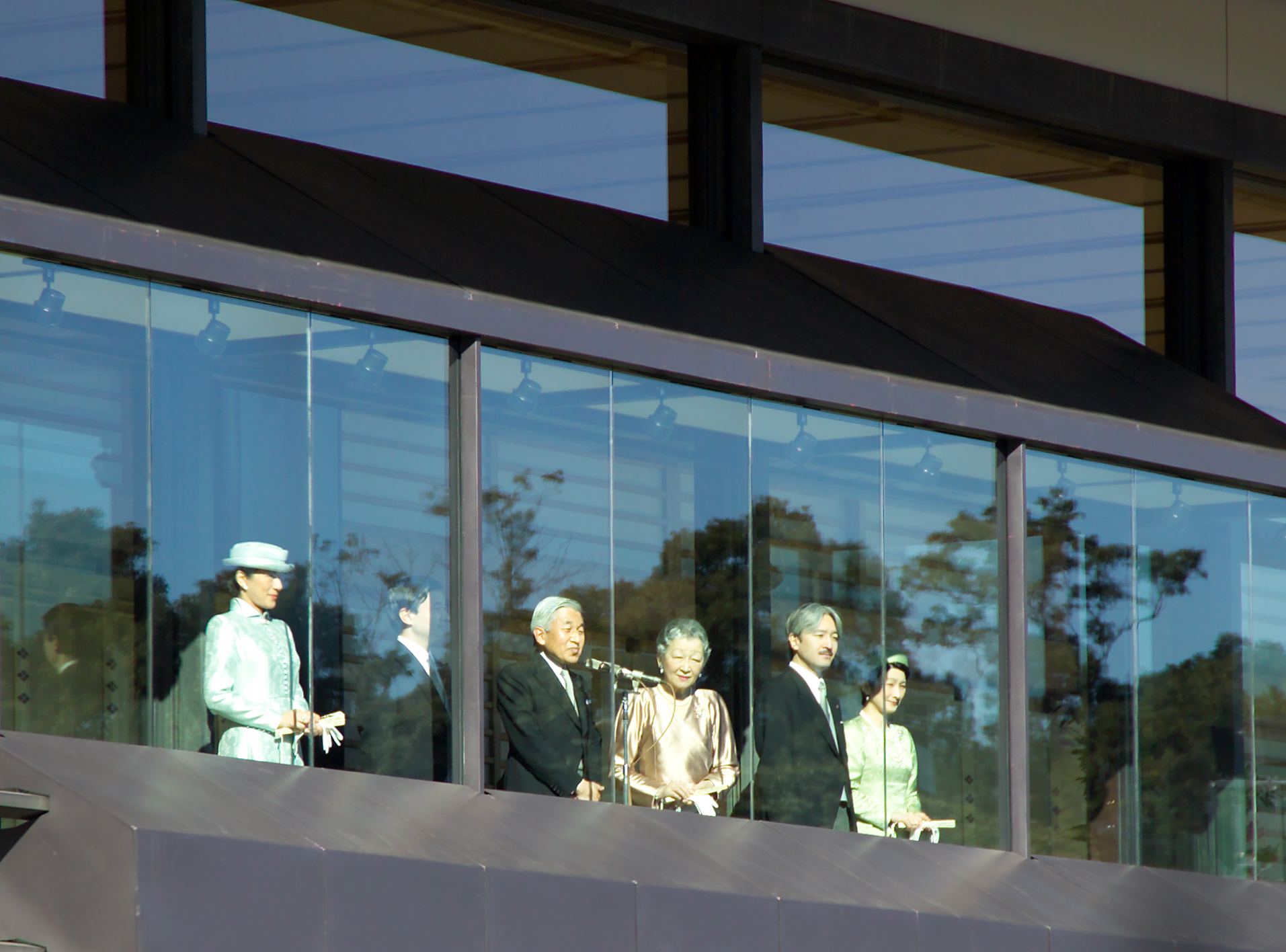
La Familia Imperial durante la celebración de 2005.

Tennō tanjōbi (天皇誕生日?   lit. «cumpleaños del Emperador de Japón (Tennō)») es un día festivo nacional dentro del calendario japonés. La fecha de este evento está determinada por el día de nacimiento del actual emperador japonés. El actual emperador, Naruhito, nació el 23 de febrero de 1960, por lo que anualmente se realiza la fiesta en dicho día.

## Historia
Antes de la Segunda Guerra Mundial, el festival era conocido con el nombre de Tenchōsetsu (天長節?), pero tras la derrota de Japón, en 1948, fue renombrado con la denominación actual. Cabe anotar que durante el reinado del Emperador Showa (Hirohito, 1926–1989), la fiesta se realizaba el 29 de abril. Tras la muerte del emperador, el festivo del 29 de abril se mantuvo, renombrándose como Midori no hi en 1989 y desde 2007 como Showa no hi.
Desde el 2020, cada 23 de febrero, se realiza una ceremonia pública en el Palacio Imperial de Tokio, en donde el resto del año el acceso al público es, por lo general, restringido. El Emperador, junto con la Emperatriz Masako y otros miembros de la Familia Imperial, aparecen en un balcón del palacio y reciben las felicitaciones del público asistente portando banderas japonesas.

## Galería

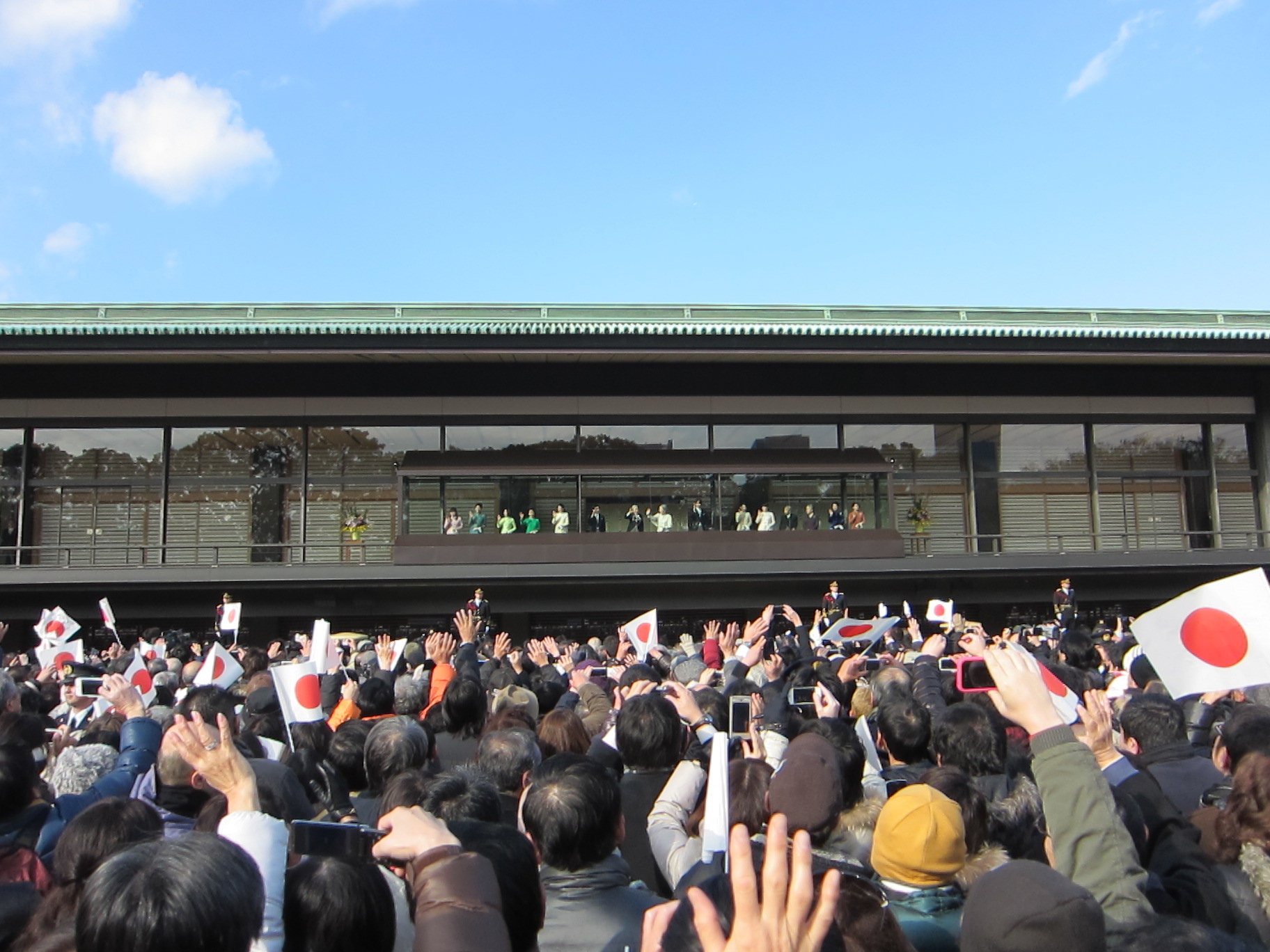
Celebración 2012
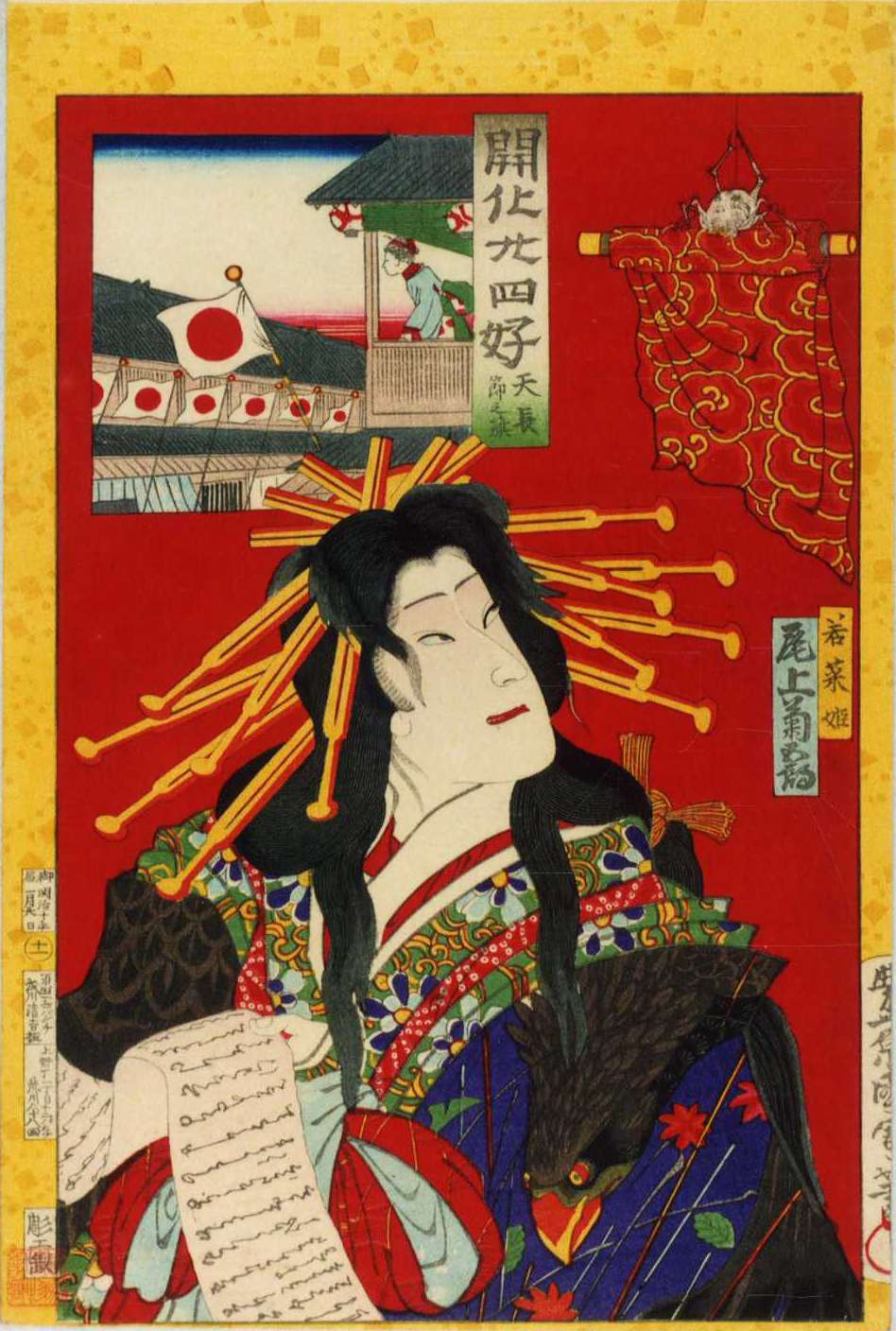
Bandera del Emperador (Tenchōsetsu) 1877